# Série des stades de la LNH 2024
 (janvier 2025).
Navigation
2023 2025
L'édition 2024 est la 11e édition de la Série des stades de la LNH, en anglais : 2024 NHL Stadium Series, une partie annuelle de hockey sur glace disputée à l’extérieur en Amérique du Nord. Deux parties sont organisée cette année. La première a lieu le 17 février 2024 entre les Devils du New Jersey et les Flyers de Philadelphie. Le lendemain, la seconde oppose les Islanders de New York et les Rangers de New York. L'évènement se déroule au MetLife Stadium, le domicile des Giants de New York et des Jets de New York de la National Football League.

## Contexte
Le 4 juin 2023, la LNH annonce l'organisation de la prochaine série des stades à East Rutherford. La LNH souhaitant depuis longtemps organiser un événement au MetLife Stadium, parvient à s'entendre avec la NFL pour l'utiliser après le championnat.

## Match du 17 février

### Match
| 17 février 2024 | Flyers de Philadelphie | - | Devils du New Jersey | MetLife Stadium |

## Match du 18 février

### Match
| 18 février 2024 | Rangers de New York | - | Islanders de New York | MetLife Stadium |